# Reuel Colt Gridley
Reuel Colt Gridley (23 janvier 1829 - 24 novembre 1870) est un commerçant américain qui attire l'attention du pays en 1864, lorsqu'il vend aux enchères à plusieurs reprises un sac de farine ordinaire et recueille plus de 250 000 $ pour la Commission sanitaire des États-Unis, qui fournit une aide aux soldats blessés de la guerre civile américaine. 

## Biographie
Gridley est allé à l'école à Hannibal, Missouri, où il s'est lié d'amitié avec Mark Twain. Il a combattu plus tard dans la guerre américano-mexicaine . 
En 1864, Gridley a soutenu le candidat démocrate à la mairie à Austin, Nevada, où il exploitait une épicerie. Il a fait un pari avec un ami républicain que le perdant porterait un sac de cinquante livres de farine à travers la ville. Il a exécuté sa punition avec l'accompagnement de l'orchestre de la ville, et à la fin, quelqu'un a proposé que le sac soit vendu aux enchères pour collecter des fonds pour le Fonds sanitaire, une nouvelle organisation qui aidait les anciens combattants handicapés de la guerre civile. Après avoir finalement vendu pour 250 $, le soumissionnaire gagnant n'a pas pris le sac, mais l'a donné à Gridley pour qu'il soit à nouveau vendu aux enchères. Il a été mis aux enchères à plusieurs reprises jusqu'à ce que plus de 8 000 $ aient été recueillis. Quand il fut à proximité de Virginia City (Nevada), les habitants de la ville (où le jeune rédacteur Mark Twain travaillait à l'époque) ont invité Gridley à y venir, ce qu'il a fait. Il s'est ensuite rendu en Californie où les San Franciscains ont fait don de 2 800 $ et les citoyens de Sacramento ont fait don de 10 000 $, avant de se rendre à Saint-Louis et dans les grandes villes de l'Est. Ces soumissionnaires ont ajouté environ 170 000 $ au fonds de la Commission sanitaire, et en moins de douze mois, Gridley avait recueilli 275 000 $ avec son sac de farine,,,,,. 
Twain a raconté l'histoire du sac de farine Gridley dans son livre de 1872, Roughing It,. 

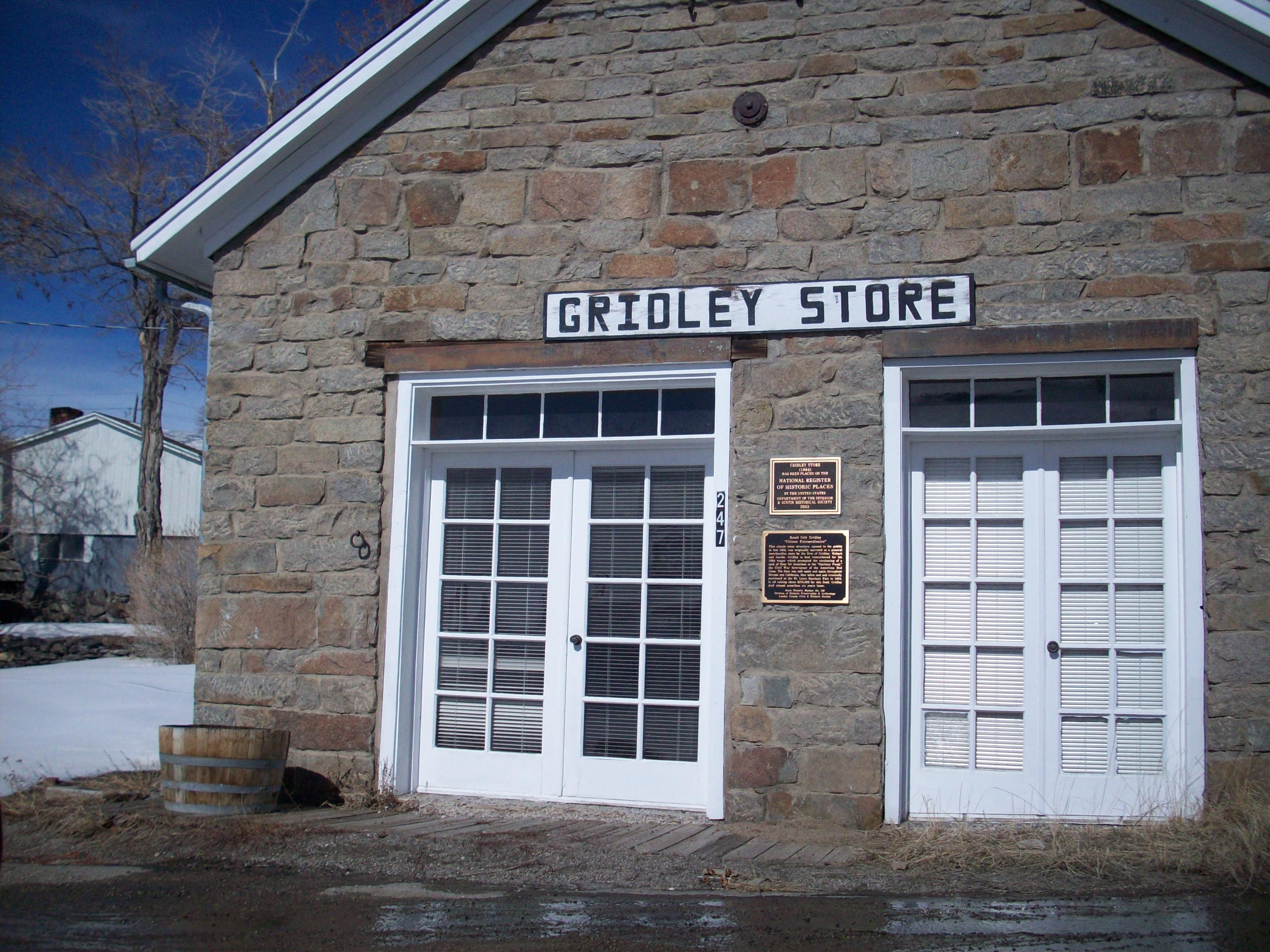
Le magasin Gridley à Austin, Nevada, qui a été inscrit au registre national des lieux historiques au Nevada en 2003

En 1866, Gridley a déménagé à Stockton, en Californie, où il était en mauvaise santé. Il décéda en 1870. 

## Héritage
À Austin, le magasin de Gridley est toujours debout et a été inscrit au registre national des lieux historiques en 2003. 
En 1887, le «Monument Reuel Colt Gridley» a été consacré au cimetière rural de Stockton, représentant Gridley debout à côté d'un grand sac de farine,. En 1965, le monument a été inscrit comme monument historique par l'État de Californie. 